# Elfie Fiegert
Elfie Fiegert, detta Toxi (1946), è un'attrice tedesca, di origini afroamericane, famosa negli anni cinquanta come attrice bambina e quindi attiva occasionalmente anche in età adulta.

## Biografia
La piccola Elfie (Elfriede), nata nel 1946, era figlia di una relazione tra una giovane tedesca e un soldato afroamericano al termine della seconda guerra mondiale. Abbandonata alla nascita, fu adottata da una famiglia tedesca, da cui prese il cognome Fiegert. Divenne famosa come attrice bambina per aver ricoperto il ruolo principale nel film Toxi (1952) girato quando aveva cinque anni, nel quale interpretava una storia liberamente ispirata alla sua stessa vicenda autobiografica. Si è stimato che siano stati circa 3000-5000 i bambini abbandonati alla nascita in quegli anni in Germania; tra di loro molti erano afro-tedeschi. L'uscita del film coincise con l'ingresso nel sistema delle scuole pubbliche tedesche dei primi 500 bambini afro-tedeschi, figli di soldati afroamericani. Voleva in sostanza sensibilizzare il pubblico al problema del loro inserimento.
Elfie Fiegert non fu la prima tra gli attori bambini afrotedeschi a raggiungere il successo e il ruolo di protagonista. Prima di lei era accaduto a Willi Allen in Der kleine Muck (1921). Negli anni del regime nazista, i bambini afrotedeschi (la generazione di Hans Massaquoi e Gert Schramm) erano diventati "invisibili": privati del diritto di cittadinanza. Nel dopoguerra la società tedesca si trovava adesso a fare i conti con il problema sociale dei tanti bambini abbandonati ed assieme a confrontarsi con il proprio passato. Fu subito chiaro che la fine della legislazione razziale non significava la scomparsa del pregiudizio.
Si riparte da capo, come a riannodare un filo spezzato. Come Willi Allen era stato preso a modello per la pubblicità dei cioccolatini Sarocchi, così la piccola Elfie diventa il testimonial nei manifesti pubblicitari delle bevande Sinalco. Ma mentre Willi Allen era stato impiegato al cinema per lo più in ruoli comici e di fantasia, in Toxi Elfie è la protagonista di una vicenda drammatica e realistica con forti implicazioni sociali. La problematica dei pregiudizi razziali era analoga a quella del film italiano Il mulatto (1950), interpretato da Angelo Maggio, anch'egli figlio di un soldato afroamericano, abbandonato alla nascita ed adottato dall'attore napoletano Dante Maggio. Anche in Toxi la vicenda si risolve con il "ritorno" della piccola "tra la propria gente" in America, in questo caso con il ricongiungimento col padre. Pur condannando i pregiudizi e le discriminazioni "razziali" i due film sposano quindi come soluzione ottimale una delle principali tesi segregazioniste basate sulla presunta diversità e incompatibilità biologica tra le "razze".
Al suo primo ruolo cinematografico, la piccola Elfie mostrò notevole talento e una presenza scenica naturale e accattivante che conquistarono il pubblico tedesco. Il successo fu tale che le si offrì subito la possibilità di un altro ruolo protagonistico in Der dunkle Stern (1955), spesso presentato come un sequel di Toxi, ma che ne è più propriamente un rifacimento. Anche il cinema tedesco dell'epoca tuttavia aveva poco da offrire ad attori di origine africana. Con il tempo i ruoli divennero sempre più difficili da trovare, ruoli comunque marginali e esotici, spesso degradanti.
Fiegert si sposò e smise per qualche anno di recitare, per tornare quindi dopo il divorzio brevemente alle scene tra la fine degli anni sessanta e gli inizi degli anni settanta.
Dopo l'abbandono definitivo della carriera attoriale, Fiegert si risposò, trasferendosi a vivere a Maiorca, lontana dalla Germania dove in un'intervista degli anni ottanta confesserà di non essere mai riuscita a sentirti veramente accolta ed integrata.

## Filmografia
- Toxi, regia di Robert A. Stemmle (1952)
- Der dunkle Stern, regia di Hermann Kugelstadt (1955)
- L'eredità della zia d'America (Das Haus in Montevideo), regia di Helmut Käutner (1963)
- Unsere tollen Tanten in der Südsee, regia di Rolf Olsen (1964)
- Color Me German, regia di Victor Vicas (1969) -- episodio della serie NBC Experiment in Television
- Der Besuch, TV film, regia di Victor Vicas (1969)
- Der Opernball, TV film, regia di Eugen York (1971)
- Gastspiel in Kopenhagen e Gastspiel in London und München, regia di Michael Braun (1971) - 2 episodi della serie TV 'Salto mortale